# Андоморецкий сельсовет
Андоморецкий сельсовет — низшая административно-территориальная единица на территории современного Вытегорского района Вологодской области России. Упразднён в 1958 году. 
Административный центр — деревня Никола.

## История
Образован в составе Андомской волости Вытегорского уезда Олонецкой губернии РСФСР. С августа 1927 года вошёл в образованный Андомский район в составе Лодейнопольского округа Ленинградской области, с 1937 года в образованной Вологодской области. В состав района входили Андомский, Андоморецкий, Куржекский, Макачёвский, Прионежский, Замошский, Сойдинский, Саминский сельсоветы.
В 1957 году Андомский район был расформирован, а его территория вошла в Вытегорский район. В 1958 году Андоморецкий сельсовет был присоединён к Андомскому.

## Состав
Согласно административно-территориальному деление Вологодской области на 1940 год в состав сельсовета входили 24 населённых пункта:
| Тип населённого пункта | Название населённого пункта |
| ---------------------- | --------------------------- |
| деревня                | Аверино                     |
| барак                  | Айнозорская плотина         |
| барак                  | Гусиноплесский лесопункт    |
| деревня                | Деньгино                    |
| деревня                | Дудорино                    |
| деревня                | Лебяжье Голышево            |
| деревня                | Лебяжье Нарушево            |
| деревня                | Мастерово                   |
| деревня                | Маткозеро                   |
| деревня                | Мосягино                    |
| деревня                | Мутручей                    |
| деревня                | Нестерево                   |
| деревня                | Никольский погост           |
| деревня                | Ричновский лесопункт        |
| деревня                | Ричное                      |
| барак                  | Северная Тухта              |
| деревня                | Устехино                    |
| деревня                | Хлямово                     |
| барак                  | Чёрный Мыс                  |
| деревня                | Щучье                       |
| деревня                | Югозеро Варино              |
| деревня                | Югозеро Фофаново            |
| барак                  | Южная Тухта                 |
| барак                  | Янишево                     |

## Инфраструктура
Сельскохозяйственная артель (колхоз) «Лебедь»